# Закон про переселення індіанців

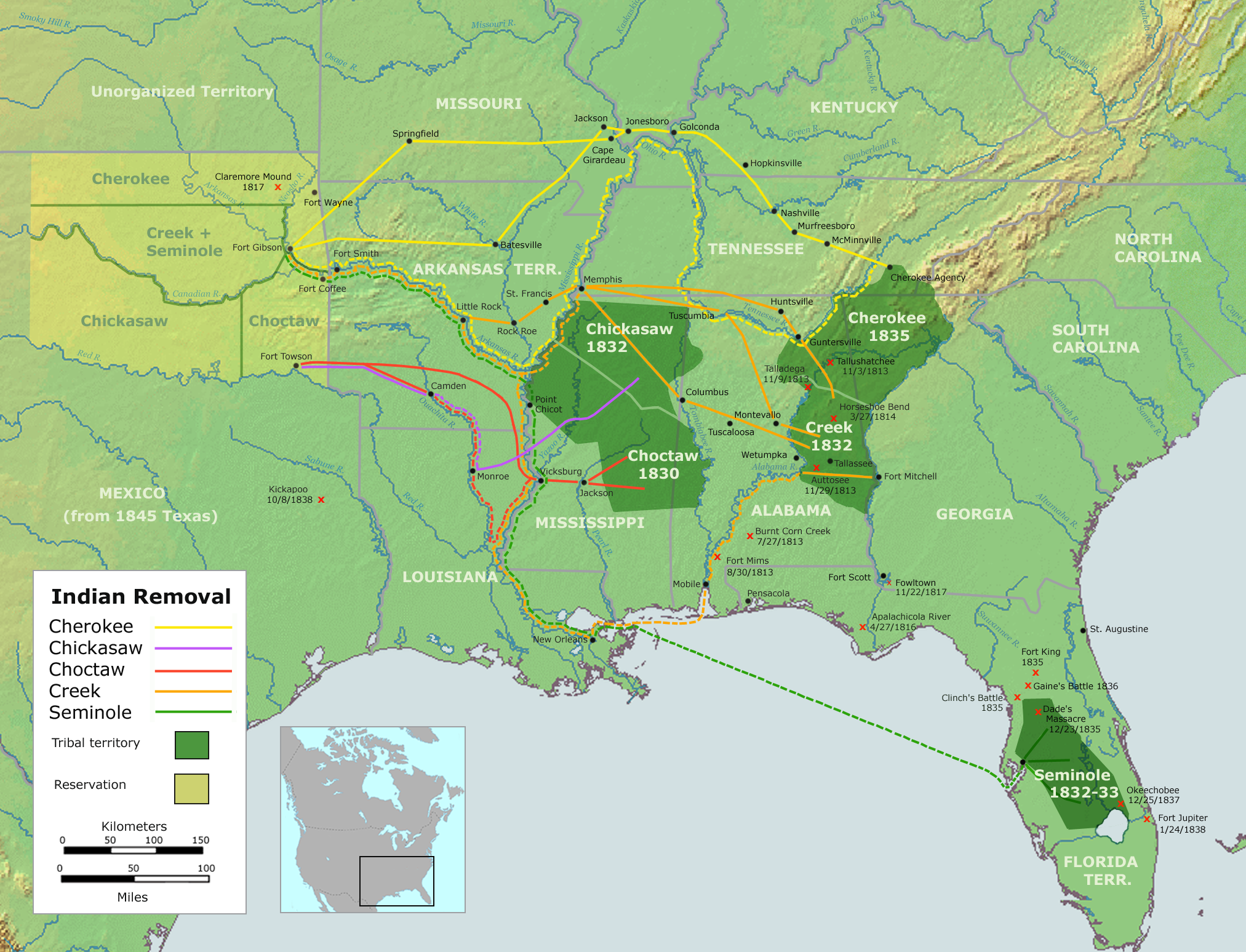
Переселення п'яти індіанських племен

Закон про переселення індіанців (англ. Indian Removal Act) — прийнятий конгресом США і підписаний президентом Ендрю Джексоном закон про переселення індіанців з південно-східних штатів на необжиті землі на захід від річки Міссісіпі. Закон набув чинності 28 травня 1830 року.

## Положення
На перший погляд, закон був складений цілком доброзичливо стосовно індіанців. Передбачалося добровільне переселення для тих, хто побажає зробити «обмін землями», згідно з формулюванням закону. Уряд США зобов'язувався навічно закріпити нові землі за переселенцями та їхніми нащадками. Якщо індіанці покинуть землю, яку вони покращили, їм гарантувалась грошова компенсація за ці покращення і додана вартість. Конгрес виділив асигнування на допомогу переселенцям при переїзді та облаштуванні на новому місці, допомогу в перший рік після переселення, а також військовий захист від інших, вороже налаштованих, племен.
Насправді реалізація закону призвела до численних людських жертв на Дорозі сліз навіть серед тих індіанських племен, які погодилися на депортацію в «добровільно-примусовому» порядку. А втрати племені черокі, яке армія США депортувала насильно, склали близько чверті його чисельності.

## Історичний контекст
Вперше ідею переселення індіанців висловив президент Томас Джефферсон після купівлі Луїзіани 1803 року. На його думку, воно вирішило б два питання: американці європейського походження отримали б жадані землі східних штатів, а корінні жителі — збереження традиційного способу життя та захист від згубного контакту з білою людиною, поки вони захочуть і зможуть асимілюватися в американське суспільство.
У першій половині XIX століття Верховний суд США визначив так звану Доктрину відкриття, згідно з якою європейці отримали право на володіння землями, які вони «відкрили», а корінні американці, що їх займали, зберігали право проживати на теренах, але не володіти ними (подібно орендарям). До середини 1820-х років швидке освоєння земель на схід від Міссісіпі в штатах Теннессі, Джорджія, Алабама, Північна і Південна Кароліна ясно показало, що біла людина не має наміру терпіти сусідство навіть мирно налаштованих племен і миритися з індіанськими домаганнями на право володіти своїми споконвічними землями.
Президент Джексон енергійно проводив у життя аграрну політику Демократичної партії, а саме витіснення індіанців, в яких бачив перешкоду на шляху до «цивілізованого суспільства», і полегшення доступу до земельного фонду білим поселенцям. Вперше він закликав прийняти Закон про переселення індіанців у промові після обрання 1829 року і чітко окреслив свою політику в індіанському питанні у другому щорічному посланні до Конгресу 6 грудня 1830 року, в якому сказав: «Я радий оголосити Конгресу, що великодушна політика уряду, яка неухильно велася майже тридцять років стосовно переселення індіанців, наближається до свого щасливого завершення».

## Дебати
Закон мав значну підтримку на американському Півдні, який прагнув отримати багаті землі п'яти цивілізованих племен. Зокрема Джорджія, найбільший штат тодішніх США, вела багаторічну земельну тяганину з племенем черокі. Джексон розраховував, що переселення покладе їй край.
Прихильники закону заявляли, що переселення буде гуманним заходом щодо захисту індіанської культури і традиційного способу життя. Їм зручно було вважати індіанців «дітьми лісу», нездатними влитися в «білу» цивілізацію, контакт з якою для них згубний. На тлі цих заяв привертає увагу той факт, що переселення перш за все стосувалося тих племен, які більше від інших перейняли культуру білої людини.
Однак закон викликав багато суперечок. Протягом кількох років між пропозицією і підписанням закону його супротивники — християнські місіонери, північні віги, помірні і федеральні судді — заявляли, що він одночасно несправедливий і незаконний, оскільки порушував земельні угоди, давно укладені з південними племенами. Також висловлювалися побоювання, що фактично він буде означати не добровільне переселення, а неминучу депортацію більшості індіанців із зазначених штатів, за якої неможливо буде уникнути зловживань.
Відомими противниками закону були місіонер Джеремая Евартс, сенатор від Нью-Джерсі і конгресмен Деві Крокет.
Джон Ендрю пише: «Він [Евартс] планував організувати фалангу однодумців-конгресменів, щоб виступити проти переселення перед Палатою представників і Сенатом, сподіваючись переконати прихильників Джексона, що аморальність переселення вимагає від них проголосувати проти біллю. Разом з тим він мав намір і далі бомбардувати публіку листами, статтями і памфлетами з індіанського питання та іншою інформацією, яка могла б створити хвилю громадського протесту проти переселення».
6 квітня 1830 року сенатор Теодор Фрелінгойзен виступив із заключною частиною своєї шестигодинної промови проти закону, в якій сказав: «Стережіться, аби деспотичним посяганням на священні права наших індіанських сусідів нам не накликати майбутніх мук совісті».